# Храм Покрова и Рождества от Пролома (Псков)
Храм Покрова и Рождества Пресвятой Богородицы от Пролома (Покрова от Пролома, Покрова в Углу) — православный храм в Пскове. Памятник истории и культуры федерального значения XV—XVI веков. Находится в южном углу Окольного города у Покровской башни. Пролом — место обрушения крепостной стены во время осады Пскова Стефаном Баторием (1581—1582).

## Описание
Храм образован двумя бесстолпными церквями, четверики которых имеют общую стену. Северная церковь освящена в честь Покрова Богородицы, а южная в честь Рождества Богородицы. Церкви имеют по одной апсиде и притвору. Перпендикулярно к средней общей стене между сводами перекрытий расположены перпендикулярные лучковые арочки. Фасады четвериков и притворов лишены декоративного убранства. Главы и апсиды имеют декоративные пояса, образованные бегунцами и поребриками. В алтарях расположено по оконному проему и по одному щелевому проёму в жертвенниках, которые сооружены в нишах северо-восточных углов обеих церквей. Притворы перекрываются коробовыми сводами с распалубками над оконными проёмами. Они соединяются дверным проёмом, расположенным в общей стене.
Построен из местной известняковой плиты, обмазан и побелен.

### Размеры
С притвором: длина — 17 метров, ширина — 15 м

## История
Первое упоминание Покровской церкви в источниках встречается под 1399 годом. В 1544 году встречается упоминание Покровского монастыря в Угле «…на Полонищи погоре Якиманьская улица, …да монастырь Покров Святеи Богородицы в Оугле».
В 1581 году во время осады Пскова польско-литовским войском польского короля Стефана Батория захватчикам удалось сделать пролом в городской стене рядом с монастырём. После принесения к пролому икон Успения и Умиления Псково-Печерских, а также мощей святого благоверного князя Всеволода-Гавриила, псковичи воодушевились и героически отбили неприятеля. В 1582 году к храму пристроена Рождественская церковь в память отбития неприятеля от пролома, произошедшем в день Рождества Пресвятой Богородицы (8 (21) сентября). Таким образом, церкви Покрова и Рождества Богородицы соединили в одну. Между ними поставили классическую псковскую звонницу.
В 1764 году монастырь упразднён, церковь оставлена с окладным жалованием без прихода. В 1813 году церковь приписана к церкви Никиты Гусятника, в 1847—1848 годах перестроена. Снесена древняя звонница, на церковные пожертвования построена кирпичная колокольня с пятью колоколами. Общий притвор расширен и вытянут.
5 мая 1936 года церковь закрыта решением Псковского окружного исполкома. В 1941—1944 годах церковь пострадала от военных действий.
Церковь взята под охрану государства как памятник республиканского значения постановлением Совета министров РСФСР № 1327 от 30 августа 1960 года. В 1961—1964 годах церковь отреставрирована по проекту архитектора Всеволода Смирнова. Были воссозданы две главы и двухпролётная звонница на западной стене. Перед храмом был установлен каменный крест в память о героических событиях 1581 года и псковичах, погибших при осаде Пскова Стефаном Баторием.
В 1966 году между церковью, Покровскими воротами и Покровской башней снимались отдельные эпизоды фильма «Андрей Рублёв».
В 1993 году храм был возвращён Русской православной церкви. 14 октября 1994 года состоялось первое богослужение: Божественную литургию совершил архиепископ Псковский и Великолукский Евсевий (Саввин).
27 октября 2006 года первым настоятелем возрождённого храма назначен иерей Владимир Танцурин.

## Правовое положение
Решением 43-й сессии комитета всемирного наследия ЮНЕСКО 7 июля 2019 года внесён в список всемирного наследия ЮНЕСКО (в списке храмов псковской архитектурной школы).